# Cayaponia tubulosa
Cayaponia tubulosa är en gurkväxtart som beskrevs av Célestin Alfred Cogniaux. Cayaponia tubulosa ingår i släktet Cayaponia och familjen gurkväxter. Inga underarter finns listade i Catalogue of Life.